# 0. март
0. март је измишљени датум, представља дан пре првог дана марта, односно последњег дана фебруара. Ова употреба се најчешће користи у астрономији и информатици. 
У Мајкрософт екселу, 0. март се користи као промењива за израчунавање различитих дана у месецима и дана у прелазним годинама. 